# Bautastein von Sokn
Der Bautastein von Sokn befindet sich auf der 1,3 Quadratkilometer großen Insel Sokn bei Stavanger im Fylke Rogaland in Norwegen. Der eisenzeitliche Menhir steht auf einem kleinen Hügel unmittelbar südlich des Hofes Hesthaug im Südwesten der Insel und ist aus der Entfernung gut sichtbar.
Der bemooste Stein ist etwa 4 Meter hoch, 90 cm breit und 25 cm dick. Er verjüngt sich zur Spitze hin, die in einem kleinen Punkt endet. An der Westseite des Steins befinden sich die Reste eines Räucherofens.